# Wouter Hanegraaff
Wouter Jacobus Hanegraaff, född 10 april 1961 i Amsterdam, är en nederländsk professor i kulturhistoria samt expert på hermetism och dess relaterade strömningar vid Universitetet i Amsterdam. Han är också ordförande i European Society for the Study of Western Esotericism (ESSWE). Han har publicerat ett uttömmande verk över New Age.

## Biografi
Wouter Hanegraaff studerade först klassisk gitarr på Konservatoriet i Zwolle från 1982 till 1987, och kulturhistoria på Universitetet i Utrecht mellan 1986 och 1990. Från 1992 till 1996 var han forskare vid institutionen för religionsvetenskap vid universitetet i Utrecht. 1999 blev han professor vid universitetet i Amsterdam och var från 2002 till 2006 ordförande för det holländska samfundet för religionsstudier. Sedan 2005 har han varit ordförande för European Society for the Study of Western Esotericism. 2006 valdes han in som medlem av Koninklijke Nederlandse Akademie van Wetenschappen (Kungliga nederländska vetenskapsakademin.
Hanegraaff är medlem i redaktionen för tidskrifterna Religion, Numen, Religion compass, Esoterica, Journal of Contemporary Religion och Nova Religio.

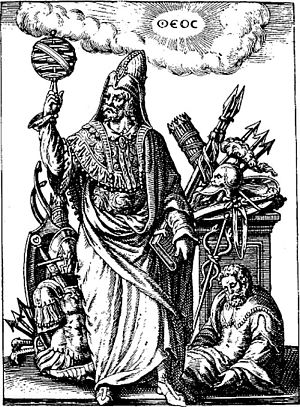
Hanegraafs arbete fokuserar främst på Hermeticismen.